# 戴马利亚
戴马利亚（Maria Jane Dyer，1837年1月16日 – 1870年7月23日）是一位英国基督教传教士，“中国内地会之母”，该差会创始人戴德生之妻。
她是一位先锋传教士和教师，服务长达12年（1852–1860；1866–1870）。1858年，她嫁给戴德生

## 早年在马来亚

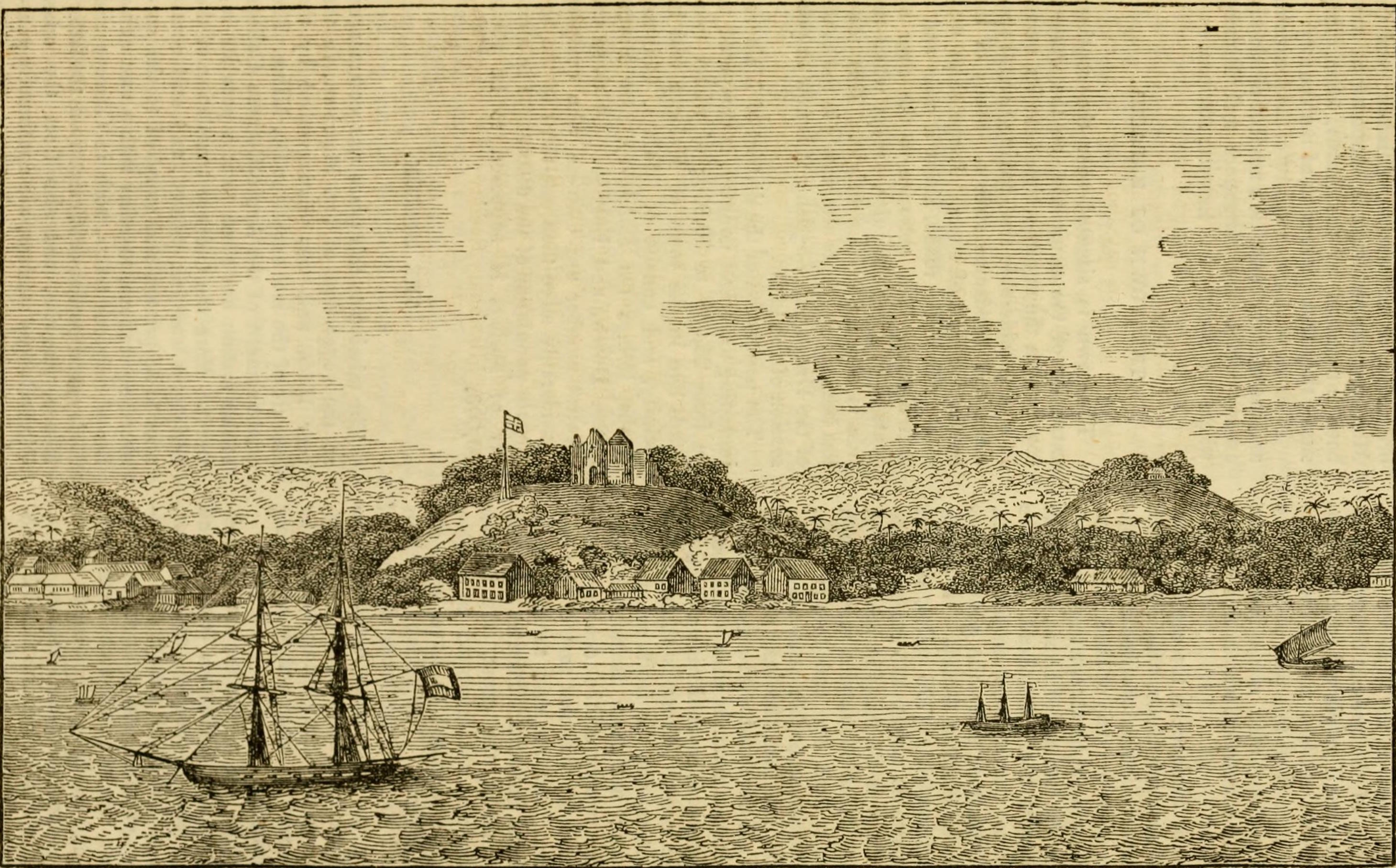
马六甲海峡殖民地，1831年

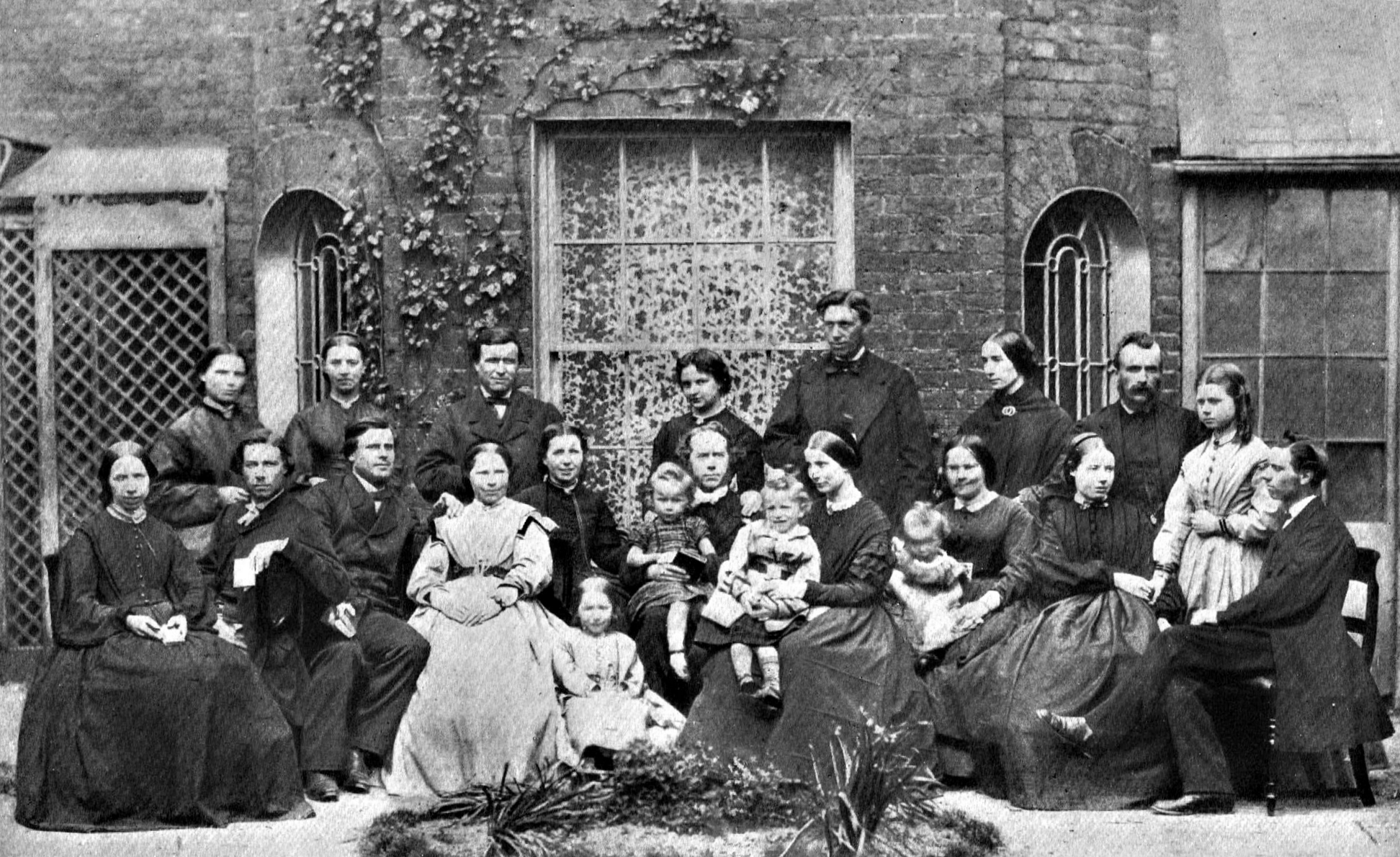
马利亚与戴德生，1866年

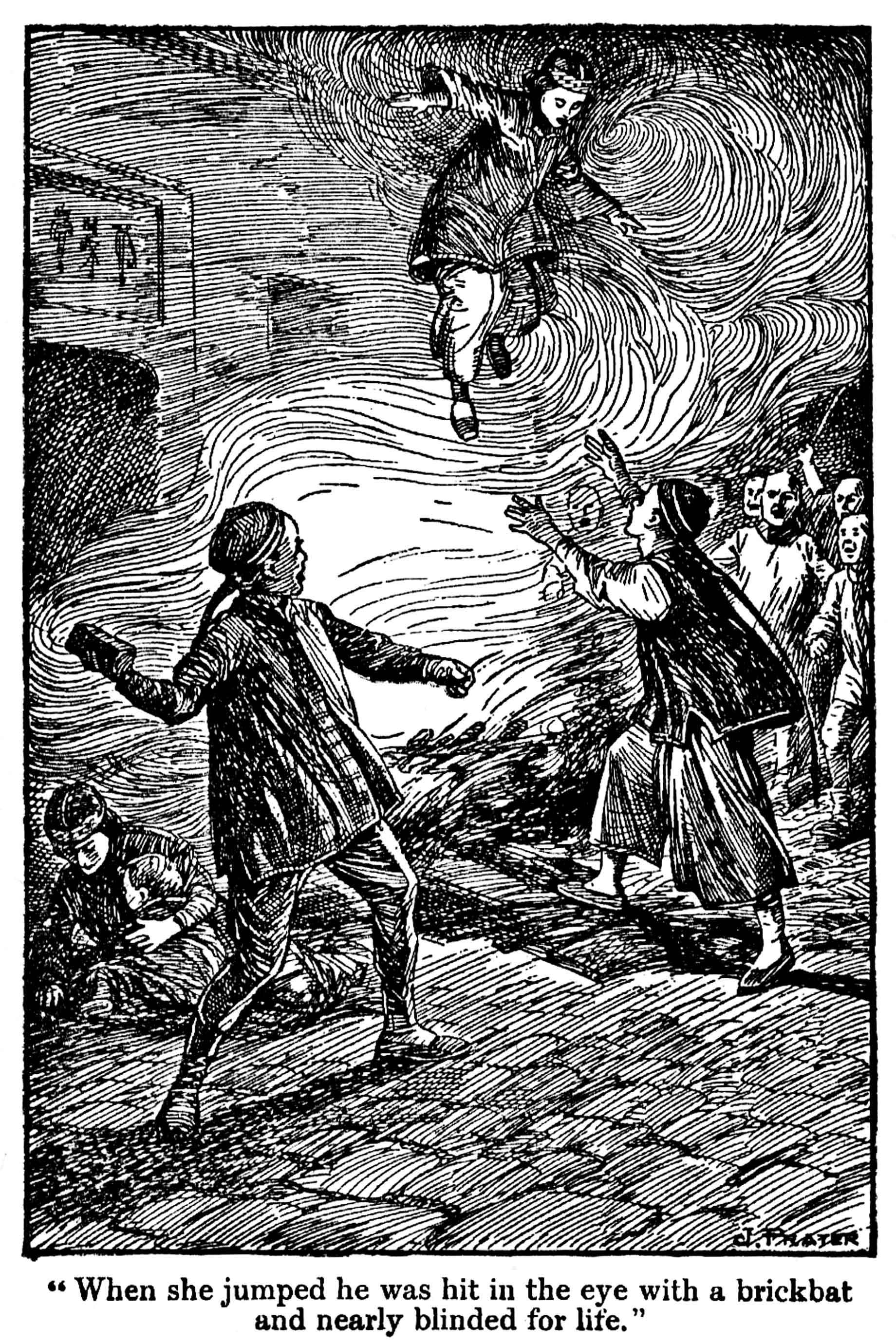
1868年马利亚在扬州教案中跳楼

戴马利亚于1837年1月16日出生在马六甲英属海峡殖民地，是家中的小女儿，父母戴尔牧师（Samuel Dyer）和Maria Tarn是伦敦会向马来亚槟城和马六甲的华人传教的先锋传教士。她直到两岁才短暂地回到英国。因此她称中国为家乡。她的父母都在她十岁以前去世。1843年，她6岁时，父亲在澳门去世。母亲再婚，但也在1846年在槟城去世。 父母双亡的马利亚和她的哥哥姐姐回到英国，三人由舅父抚养长大，后来全都前往中国传教。

## 在宁波
1853年，16岁的马利亚和姐姐戴宝丽娜（Burella）一同前往中国宁波，协助她们母亲的老朋友，女传教士艾迪绥开办女塾。在这里，她遇到了戴德生，并且在1858年，不顾艾迪绥的坚决反对，嫁给了戴德生。
马利亚的教育程度和家庭背景都超过她的丈夫。

### 著作
- [Little Catechism], 宁波, 1860, (宁波话), pp. 36. This small work contains elements of Christian teaching in catechismal form, divided into seven sections.

## 年表
早年
- 1837年1月16日，出生于马六甲

婚姻生活
- 1858年，与戴德生在宁波长老会大院结婚

1866-1871年，在中国
- 1870年7月23日，在中国镇江去世